# I686
i686 wird zumeist als Familienbezeichnung für Intels x86-Prozessoren der sechsten Generation verwendet. Der Stammvater dieser Prozessor-Familie ist der Pentium Pro (1995), dessen Intel-interner Entwicklungs-Codename P6 der Familie den Namen P6-Familie gab. Ab dem direkten Nachfolger Pentium II (1997) ist auch die SIMD-Erweiterung MMX enthalten, die dem Pentium Pro fehlt.
Es handelt sich bei i686 um keine offizielle Intel-Bezeichnung, da Intel das „x86“-Benennungsschema nach dem i486 (bzw. von anderen Herstellern von x86-Prozessoren meist als 80486 bezeichnet) aufgab. Wäre man dieser Nomenklatur gefolgt, hätte bereits der Nachfolger des i486, der erste Pentium, eigentlich i586 heißen müssen. Aus denselben markenrechtlichen Gründen erhielt dessen Nachfolger abermals die Marke Pentium.
Gebrauch findet die Bezeichnung i686 häufig bei Optimierungs-Einstellungen von Compilern oder beispielsweise, um darauf hinzuweisen, dass ein bestimmtes Anwendungsprogramm oder ein Betriebssystem für die Verwendung auf einem x86-Prozessor der P6-Familie (und kompatibel) optimiert wurde – oder sogar nur auf einem solchen ausführbar ist. Derartige Programme, die oft weiterhin als für „i386“ oder „IA-32“ – die 32-Bit-x86-Architektur – ausführbar gekennzeichnet sind, sind grundsätzlich auch für kompatible x86-Prozessoren von anderen Herstellern geeignet, etwa ab dem Athlon K7 von AMD.